# Алма Сентер (Висконсин)
Алма Сентер (енгл. Alma Center) град је у америчкој савезној држави Висконсин.

## Демографија
По попису из 2010. године број становника је 503, што је 57 (12,8%) становника више него 2000. године.
| Група             | 2000.       | 2010.       |
| Белци             | 434 (97,3%) | 458 (91,1%) |
| Афроамериканци    | 0 (0,0%)    | 0 (0,0%)    |
| Азијати           | 0 (0,0%)    | 1 (0,2%)    |
| Хиспаноамериканци | 7 (1,6%)    | 32 (6,4%)   |
| Укупно            | 446         | 503         |